# 泗湖
泗湖，舊稱駟湖，位於中華民國福建省金門縣金城鎮珠沙里行政管轄區內，為傳統聚落之一。珠沙里還包括歐厝、東沙、小西門、珠山等村落；鄰近金寧鄉的后湖。

## 歷史
原本屬於後浦保，其名"泗湖"是由"駟湖"轉變而來，因為以前位於駟湖之濱。駟湖昔為唐牧馬侯陳淵拓墾時的水源重地，現今已乾枯許久而不復見。

## 姓氏
居民姓氏以歐陽及薛兩姓為最多。那些姓氏各來自於各個村落，也有後來搬遷走的。

## 寺廟
五主王爺為居民信仰中心，農曆十月初建醮謝神(代天巡守)。當天是村裡最熱鬧的日子，家家戶戶都會有流水席，請各村落的親朋好友來家中吃飯。
「薛清江宅」為金門有價值的建築。

## 景點
1. 泗湖臨海，村民原來大部分以農、漁業維生。後來海邊成為有名的觀光景點，每逢夏天吸引很多遊客到海邊戲水
2. 風獅爺:金門風沙大，用來鎮住風沙的神明
3. 浯州陶藝:金門風獅爺的創始者,觀光客來到金門的必參觀景點之一，有許多獨創的作品，燒窯及製作工廠就在店面旁邊。